# CGC Viareggio 2021-2022
Questa voce raccoglie le informazioni riguardanti del CGC Viareggio nelle competizioni ufficiali della stagione 2021-2022.

## Stagione
Il CGC Viareggio arriva al 6º posto nel campionato di Serie A2 Girone B con 24 punti in 16 incontri, con 7 vittorie, 3 pareggi, 6 sconfitte. Reti fatte 77, reti subite 71.
I play-off promozione iniziano male con la sconfitta in casa con il Forte dei Marmi B. Ma al ritorno i bianconeri ribaltano il punteggio e passano per miglior differenza reti. Superano anche il Sarzana B nei quarti di finale. In semifinale il CGC trova la coriacea formazione del Breganze. Il Viareggio vince 7 a 6 in casa. Il pareggio 5-5 al ritorno, vale per il Viareggio la promozione in serie A1. La sesta della sua storia. Battendo per 5 a 3 il Montecchio in finale, il Viareggio conquista il titolo platonico di Campioni d'Italia A2.

## Maglie e sponsor
| 1ª divisa | 2ª divisa |

## Organigramma societario
- Presidente: Alessandro Palagi
- Vicepresidente: Massimo Barozzi
- Consiglieri: Renzo Pardini
- Direttore sportivo:
- Segretaria:
- Addetto stampa:

## Organico

### Giocatori
Dati tratti dal sito internet ufficiale della Federazione Italiana Sport Rotellistici.
| N° | Naz.                 | Ruolo    | Sportivo           |  |  |  |
| -- | -------------------- | -------- | ------------------ |  |  |  |
| 94 | Italia (bandiera)    | Portiere | Emiliano Torre     |  |  |  |
| 91 | Italia (bandiera)    | Esterno  | Leon Brunoro       |  |  |  |
| 6  | Argentina (bandiera) | Esterno  | Joaquin Muza       |  |  |  |
| 37 | Italia (bandiera)    | Esterno  | Alex Raffaelli     |  |  |  |
| 10 | Italia (bandiera)    | Portiere | Niccolò Poli       |  |  |  |
| 29 | Italia (bandiera)    | Esterno  | Andrea Gemignani   |  |  |  |
| 4  | Italia (bandiera)    | Esterno  | Gioele Falaschi    |  |  |  |
| 95 | Italia (bandiera)    | Esterno  | Davide Palla       |  |  |  |
| 77 | Italia (bandiera)    | Esterno  | Liam Rosi          |  |  |  |
| 7  | Italia (bandiera)    | Esterno  | Luca Lombardi      |  |  |  |
| 5  | Italia (bandiera)    | Esterno  | Niccolò Puccinelli |  |  |  |

### Staff tecnico
- 1º Allenatore:  Massimo Mariotti
- 2º Allenatore: n.a.
- Meccanico:  Guido Batori